# Marino Marini

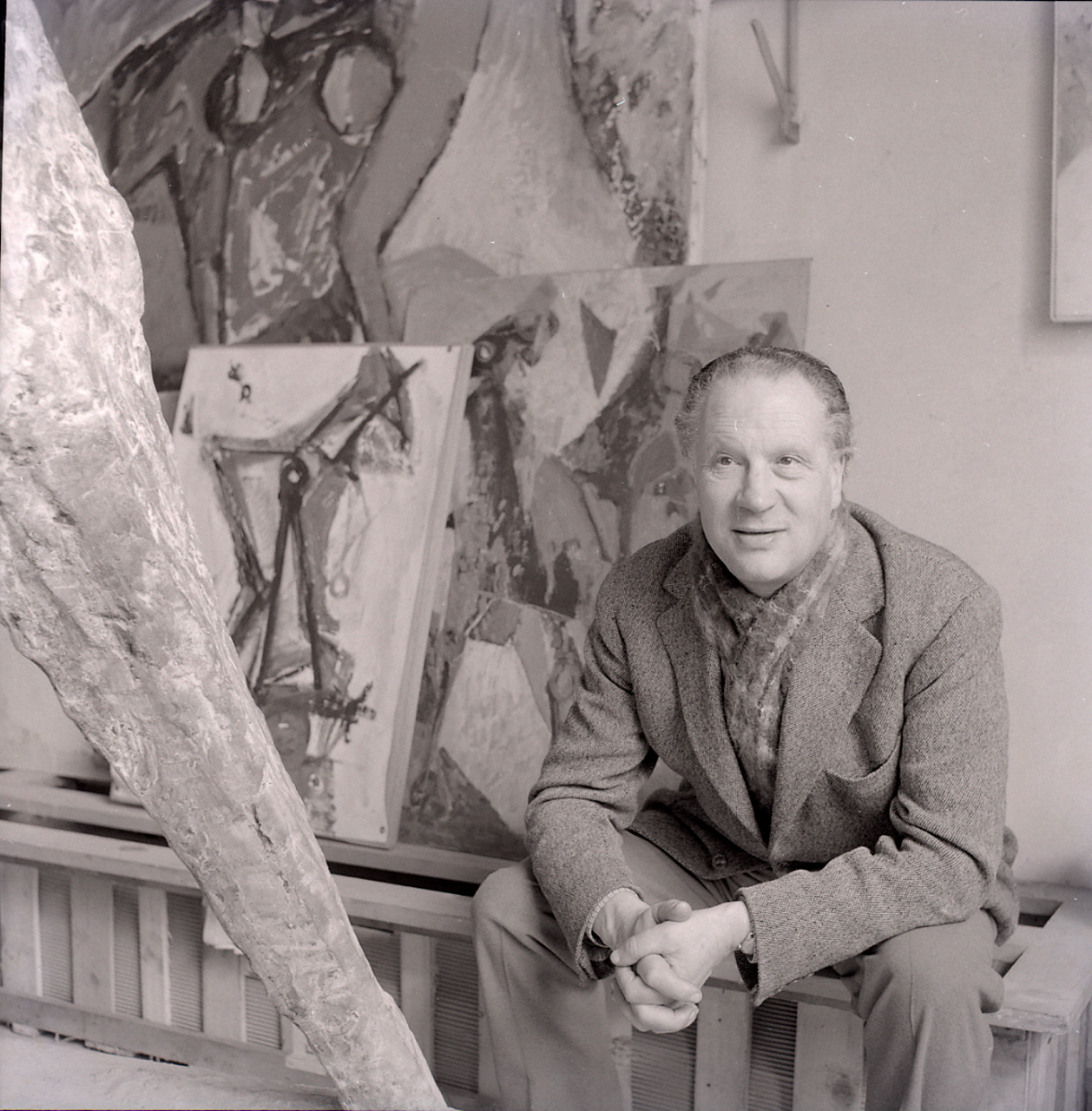
Marino Marini, foto Paolo Monti, 1963.

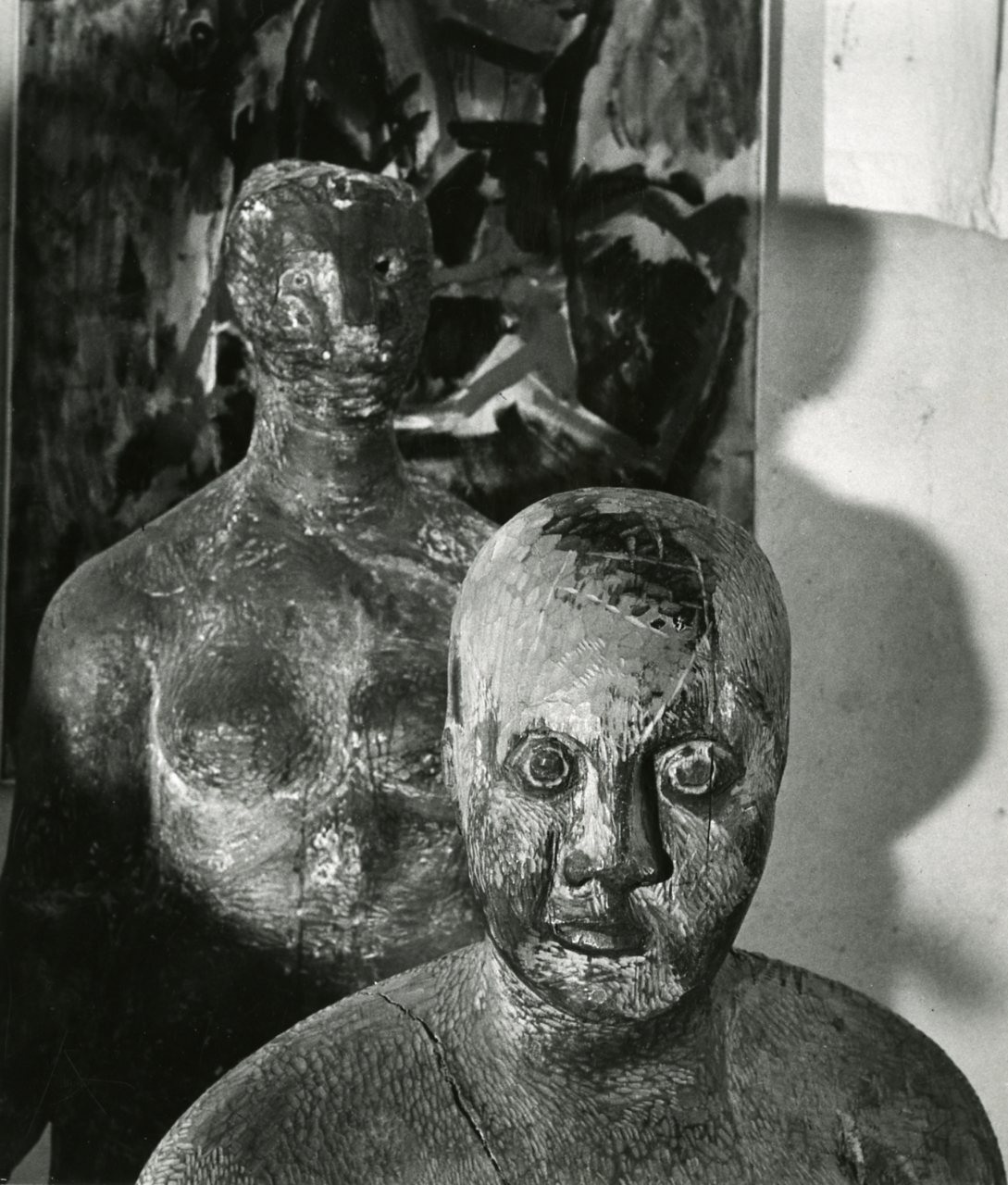
Marino Marini, busti. Foto Paolo Monti, 1963

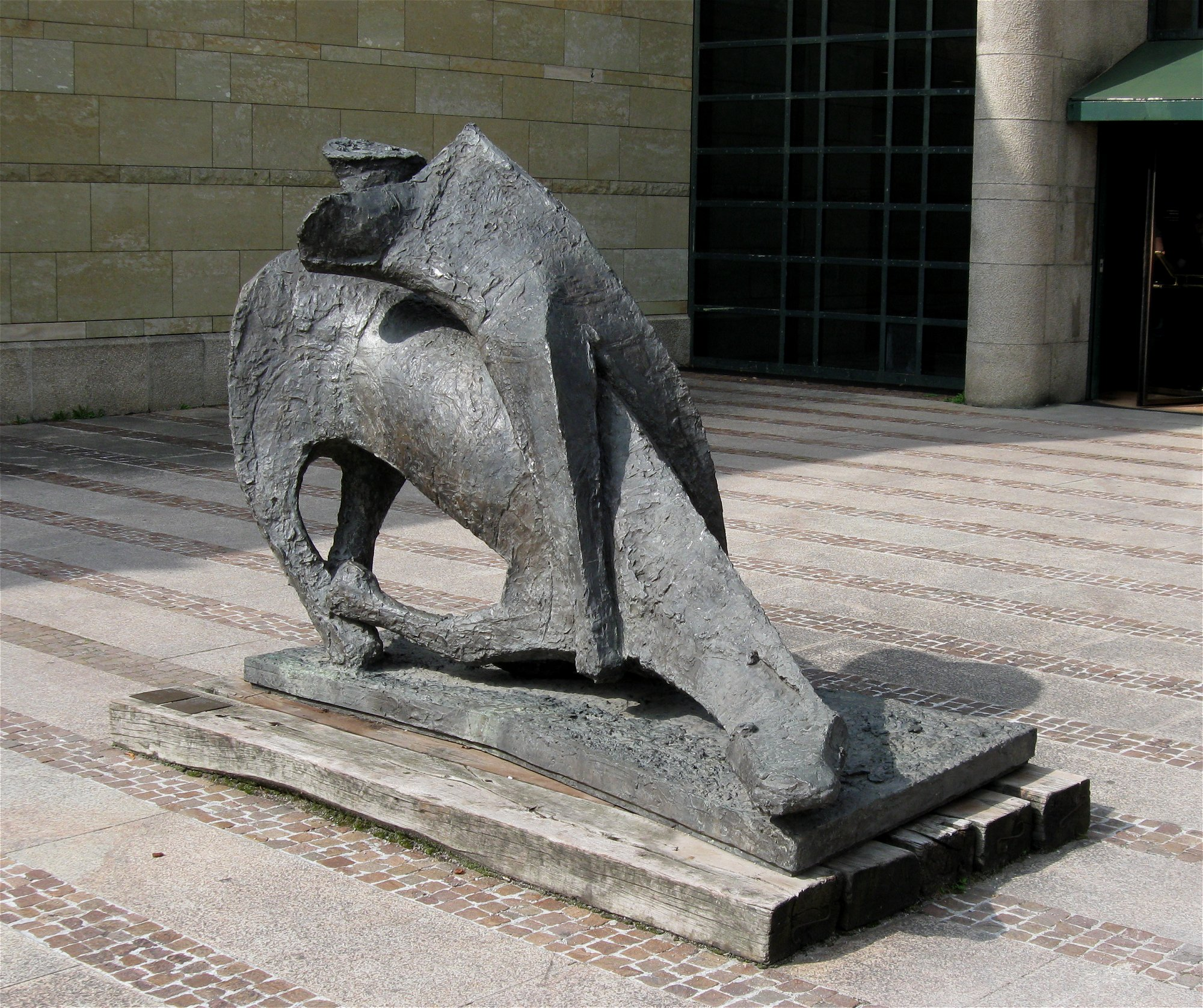
Miracolo, 1959-1960, de Marino Marini davant de la Neue Pinakothek de Múnic.

Marino Marini (Pistoia, 1901 - Milà, 1980) va ser un escultor i pintor italià. Marini, nascut amb el segle xx, va iniciar la seva formació artística a l'Acadèmia de Belles Arts de Florència, on n'hi ha un ampli museu del seu nom i amb la seva obra de pintura i escultura. Des de 1929, Marini es va dedicar a viatjar pel món. D'altra banda va impartir classes de la seva especialitat fins al 1940 a Monza, i, des de 1940, a l'Acadèmia de Brera a Milà. El 1952 li van concedir el premi de la Biennal de Venècia.

## Obra
El 1930, establert ja al territori de l'escultura, realitzava figures humanes de molta envergadura, en general dones o acròbates en bronze. A partir de 1935, Marini va descobrir els temes que dominarien els seus treballs de maduresa: l'escultura arcaica, els cavalls, el cavall i el genet. Ara realitza les obres escultòriques que li van valer el reconeixement dels seus contemporanis, amb figures vigoroses i tràgiques, però desproveïdes de moviment (de vegades mutilades). Va fer d'altra banda un gran nombre de retrats en bronze, i destaquen els d'Igor Stravinsky (1951), i Mies van der Rohe.
Cap a 1948, Marini comença els seus treballs com a pintor. En aquest moment vivia a Suïssa. Moltes de les seves pintures, distorsionades, s'acosten a l'art abstracte sense que deixin de reconèixer-se elements figuratius en elles, com succeeix també amb la seva escultura. Avui se'l considera un clàssic del segle xx.